# Tomaž Mastnak
Tomaž Mastnak, slovenski sociolog, publicist in civilnodružbeni aktivist, 25. oktober 1953, Celje.
Poročen je s profesorico antropologije na Princetonu, Julio Elyachar Mastnak.

## Šolanje
Mastnak je odraščal v Novi Gorici. Svojo študijsko pot je začel na Fakulteti za družbene vede v Ljubljani, kjer je leta 1977 na Oddelku za sociologijo tudi diplomiral. Leta 1981 je magistriral na Oddelku za filozofijo Filozofske fakultete. Tema njegovega magistrskega dela je bila “Problemi marksistične analize in interpretacije stalinizma”. Na Oddelku za sociologijo Filozofske fakultete je iz sociologije doktoriral leta 1989.

## Delo in marksistične študije
Po končanem študiju je postal znanstveni svetnik in sodelavec na Inštitutu za filozofijo ZRC SAZU ter na Evropskem univerzitetnem inštitutu. Postal je tudi predavatelj ter raziskovalec na več prestižnih univerzah, kot so Univerza Harvard, Univerza v New Yorku, Univerza v Cambridgeu, Univerza v Oxfordu in Ameriška univerza v Kairu. Med drugim je tudi gostujoči raziskovalec na Kalifornijski univerzi Irvine in na Univerzi Princeton. Leta 2002 je bil prejemnik Zlatega znaka za izjemne dosežke, ki ga podeljuje ZRC SAZU.
Sodeloval je s Tribuno in Časopisom za kritiko znanosti. Po končanem študiju je bil do leta 1982 zaposlen pri Cankarjevi založbi kot urednik za marksistično in družboslovno literaturo. Nato je bil leta 1982 zaposlen na marksističnem centru CK ZKS (Marksistični center Centralnega komiteja Zveze komunistov Slovenije), kasneje pa še na ZRC SAZU. Je ustanovitelj in od leta 1981 dalje nekaj let odgovorni urednik knjižne zbirke Krt. Bil je član uredništva Problemov - Esejev.
Leta 1988 je postal član kolegija Odbora za varstvo človekovih pravic. 

## Področja raziskovanja
Tekom svojega dela se je osredotočal na raziskovanje nastajanja konfliktnih odnosov med Vzhodom in Zahodom, krščanstvom in muslimanstvom (tudi med Evropo in islamom) ter Evropo in preostalim, neevropskim svetom. Mastnak je avtor več člankov in knjig. Mastnak je kritik kapitalizma, na ameriških tleh pa je prepoznaven kot kritik liberalizma.

## Družbeni aktivist
V osemdesetih letih je bil eden glavnih nosilcev civilnodružbenega gibanja. Konec osemdesetih in v začetku devetdesetih letih je nasprotoval samostojni Sloveniji, kar je razvidno tudi iz njegovega članka, objavljenega v Mladini 21. maja 1991, z naslovom "Samostojna Slovenija? Ne, hvala" in podnaslovom "Nehajmo že enkrat s slovensko osamosvojitvijo! Končajmo s to zablodo, dokler ne bo povsem prepozno!" Po padcu socializma je prenehal z aktivističnimi gibanji.
Najbolj odmeven kazenski pregon je bil v letu 1986, ko je v reviji Mladina objavil komentar z naslovom “Korak naprej k demokratizaciji”. Kar je bilo "sporno” v omenjenem komentarju je bila predvsem kritika kandidata za predsednika vlade SFRJ Branka Mikulića. Sodišče je odločilo, da Mastnak s tem člankom ne predstavlja družbene nevarnosti, in zato za svoje pisanje ni bil obsojen, kar pa ne velja za revijo Mladina, ki je bila, ker je dotični članek objavila, zaplenjena.
Večkrat je tudi javno izrazil kritiko novega družbenega sistema Združene Evrope.
Mastnak je bil v času epidemije COVID prominentni anticepilec in je tako kot Ladislav Troha nasprotoval cepljenju oziroma po njunem genskemu inženiringu.

## Knjige, prevodi, uredniška dejavnost
Mastnak je izdal več avtorskih knjig v različnih jezikih. Hkrati je tudi soavtor več knjig in člankov, urednik ter avtor spremnih besed.
Civilna družba (Osemdeseta: Pojmovnik novega kulturnega polja, 1.), 2023 
Črna internacionala: vojna, veliki biznis in vpeljava neoliberalizma [The Black International: War, Big Business, and the Introduction of Neoliberalism], Ljubljana: Založba /*cf., 2019, 2 vols.
Liberalizem, fašizem, neoliberalizem [Liberalism, Fascism, Neoliberalism], Ljubljana: Založba /*cf., 2015.
Evropa: istorija političkog pojma [Europe: A History of Political Concept], Belgrade: Beogradski krug/Belgrade circle, 2007.
Behemoth. Filozofski vestnik 24 (2003), no. 2.
Evropa [A History of the Idea of Europe], Studia Humanitatis, Ljubljana 1998.
Kristjanstvo in muslimani [Christendom and the Muslims], ZPS, Ljubljana 1996.
Orobba Wa Tadmeer Al Akhar:  Al Honood Al Homr Wal Atrak Wal Bosnawyoun [Europe and Destruction of the Other: The Indians, Turks, and Bosnians], Misr Al Arabiyya, Cairo 1995.
El-Islam Wa Khalq Al-Hawiyya Al-’Orobiyya [Islam and the Creation of European Identity], El-Nil Publishing House, Alexandria 1995.
Islam and the Creation of European Identity, CSD Perspectives, University of Westminster, London 1994.
Vzhodno od raja:  Civilna družba pod komunizmom in po njem [East of Eden: Civil Society under Communism and Beyond], DZS, Ljubljana 1992.
H kritiki stalinizma [Towards a Critique of Stalinism], Ljubljana 1982.

## Recenzije
"William J. Purkis. Crusading Spirituality in the Holy Land and Iberia c. 1095-c. 1187.  Rochester, N.Y.: Boydell Press. 2008. Pp. xii, 215. $90.00," American Historical Review, vol. 114 (2010), no. 1.
"John V. Tolan, Sons of Ishmael: Muslims through European eyes in the Middle Ages. Gainesville: University Press of Florida, 2008," The Journal of religion, vol. 89 (2009), no. 3, pp. 425-427.
"David S. Bachrach. Religion and the conduct of war c. 300-1215. Rochester, N.Y.: Boydell. 2003. Pp. 216 (Warfare in history.)," American Historical Review, vol. 109 (2004), no. 3, p. 1293.
"John V. Tolan, Saracens: Islam in the Medieval European Imagination. New York: Columbia University Press, 2002. Pp. xxvi, 372," Speculum: A Journal of Medieval Studies, vol. 79 (2004), no. 2, pp. 569-71.

## Razstave
"Osemindvajest let pozneje" [Twenty-eight Years Later], doprinos k razstavi Osemdeseta: Dediščina 1989/The Eighties: The Heritage of 1989, Moderna galerija/Museum of Modern Art, Ljubljana, 26 April - 17 September, 2017.
"1980-a: Retrobuduščee," doprinos k razstavi Vystavka NSK ot Kapitala k kapitalu, Garage Museum of Modern Art, Moscow, 30 September - 9 December, 2016.
"The 1980s: A retro future," doprinos k razstavi The 1980s: Today's beginnings?, Van Abbemuseum, Eindhoven (The Netherlands), 16 April - 25 September, 2016.
"Osemdeseta: retrozgodovina" [The 1980s: A Retro-future], doprinos k razstavi NSK od Kapitala do kapitala: Neue Slowenische Kunst – dogodek zadnjega desetletja Jugoslavije, Moderna galerija/Museum of Modern Art, Ljubljana, 11 May - 16 August, 2015.